# Thicket Portage Airport
Thicket Portage Airport är en flygplats i Kanada.   Den ligger i provinsen Manitoba, i den sydöstra delen av landet, 1 900 km nordväst om huvudstaden Ottawa. Thicket Portage Airport ligger 205 meter över havet.
Terrängen runt Thicket Portage Airport är platt. Trakten runt Thicket Portage Airport är nära nog obefolkad, med mindre än två invånare per kvadratkilometer.. 
I omgivningarna runt Thicket Portage Airport växer i huvudsak barrskog.